# Рексфорд Тулліус
Рексфорд Тулліус (англ. Rexford Tullius, 10 березня 1987) — американський плавець. Учасник літніх Олімпійських ігор 2016 за команду Американських Віргінських Островів, де в попередніх запливах на дистанції 200 метрів на спині посів 20-те місце і не кваліфікувався до півфіналів.